# 4984 Patrickmiller
4984 Patrickmiller eller 1978 VU10 är en asteroid i huvudbältet som upptäcktes den 7 november 1978 av de båda amerikanska astronomerna Eleanor F. Helin och Schelte J. Bus vid Palomarobservatoriet. Den är uppkallad efter Patrick J. Miller.
Asteroiden har en diameter på ungefär 3 kilometer.